# Rodzina Kolejowa

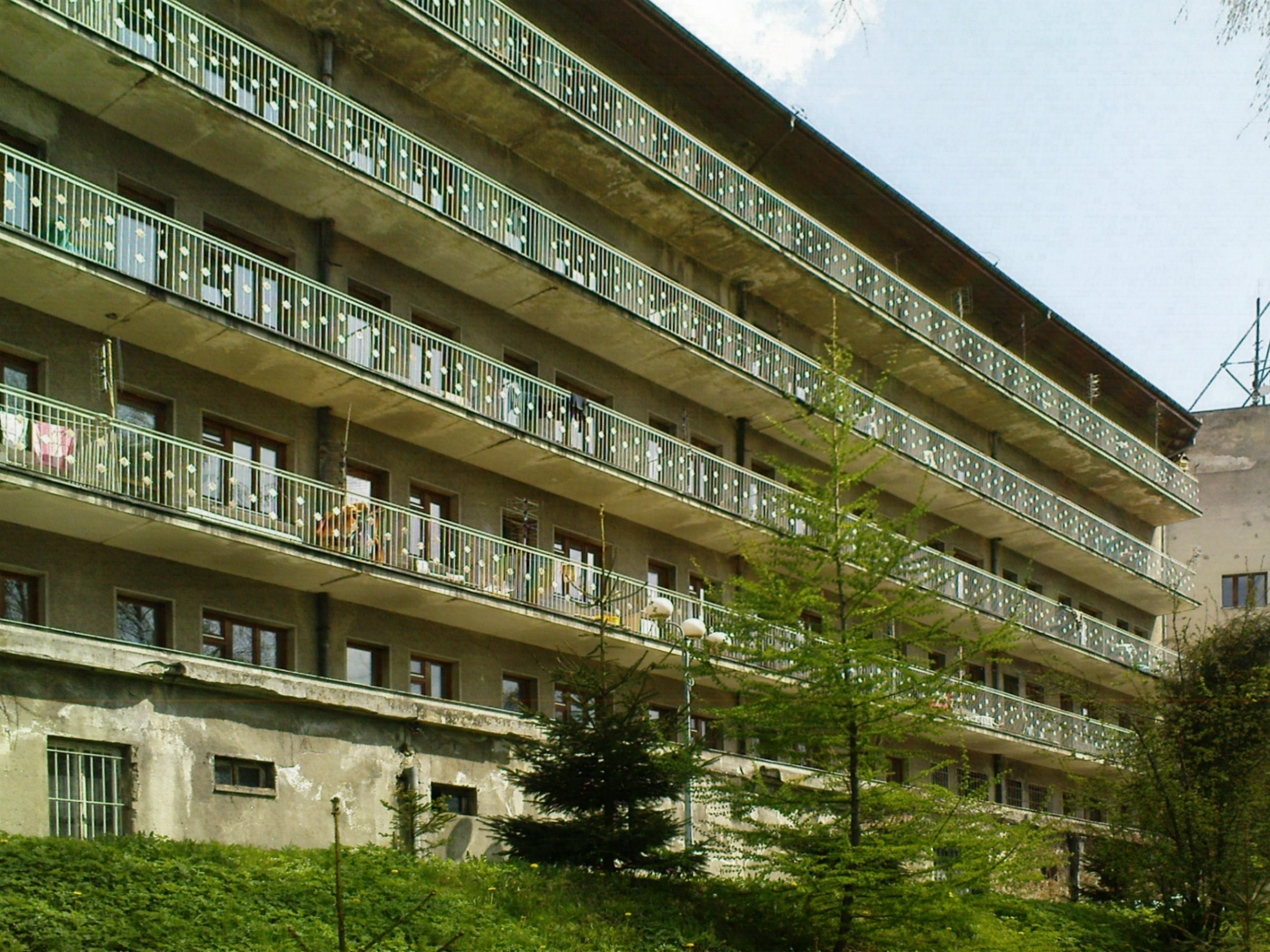
b. obiekt Rodziny Kolejowej w Makowie Podhalańskim – ob. Zakład Długoterminowej Opieki Medycznej Szpitala Specjalistycznego im. Ludwika Rydygiera w Krakowie

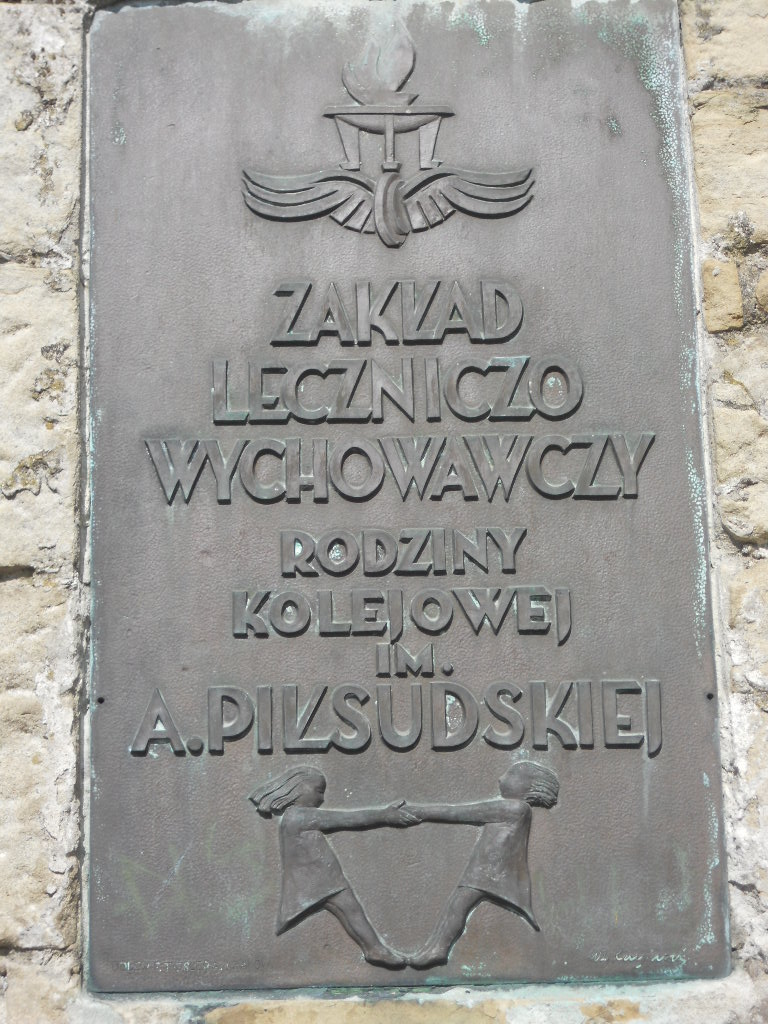
Tablica przy bramie do Sanatorium im. Aleksandry Piłsudskiej w Rabce

Rodzina Kolejowa – stowarzyszenie samopomocowe działające w środowisku rodzin pracowników PKP, utworzone w 1934 na bazie działających po I wojnie światowej komitetów pomocy pracownikom kolejowym, stopniowo przekształcanych, np. w Krakowie i Toruniu w lokalne struktury „Rodziny Kolejowej”. Stowarzyszenie zajmowało się działalnością wczasową (w Makowie Podhalańskim, Wiśle, Tatarowie, Rabce i Krynicy), prowadzeniem domów zdrowia, kolonii i półkolonii (m.in. w Rabce, Wielkiej Wsi obecnie Władysławowie, Helu, Zalesiu i Bełżcu), przedszkoli, świetlic, stołówek, funduszy zapomogowych, bibliotek, udzielania porad prawnych, działalnością oświatową z zakresu pszczelarstwa, warzywnictwa, sadownictwa i hodowli zwierząt, również wydawniczą (m.in. biuletyny pszczelarskie). Szczególną opieką Rodzina Kolejowa objęła drużyny harcerskie. Dzięki składkom kolejarzy z całej Polski w wysokości 1% od poborów, utworzono Fundusz Rodziny Kolejowej. Aktywnych honorowano odznaką pamiątkową „Rodzina Kolejowa – za ofiarną pracę”. Pierwszym prezesem był ppłk Kazimierz Kominkowski, dyrektor biura personalnego ministerstwa komunikacji. 
Stowarzyszenie działało też w ograniczonym zakresie w okresie okupacji niemieckiej prowadząc akcję pomocy i opieki nad rodzinami zaginionych, aresztowanych i zamordowanych kolejarzy, również stołówki i sklepy. Niekiedy działalność tę wspomagały zdelegalizowane komórki Związku Zawodowego Kolejarzy.
Po 1945 majątek stowarzyszenia przejął Związek Zawodowy Kolejarzy, niektóre obiekty, np. w Makowie, w 1993.

## Prezesi
- ppłk Kazimierz Kominkowski (1934-1936[2])[3]
- Robert Ceceniowski (1939)[4]

## Obiekty stowarzyszenia
- sanatoria
  - Dziecięcy Szpital Uzdrowiskowo-Rehabilitacyjny Rodziny Kolejowej im. Aleksandry Piłsudskiej w Rabce, ul. Kościuszki 18, zał. w 1934 jako willa „Lotos”, rozbudowane w 1937, 160 miejsc, od 2005 w likwidacji[5]
  - Zakład Przyrodoleczniczy w Aleksandrowie Kujawskim, zał. w 1904 jako koszary rosyjskiej brygady pogranicza, przejęty przez RK w 1934, obecnie część Kolejowego Szpitala Uzdrowiskowego Sp. z o.o. w Ciechocinku, 100 miejsc, w prywatyzacji
- domy wypoczynkowe
  - Maków Podhalański, zał. w 1934, 200 miejsc, obecnie Zakład Długoterminowej Opieki Medycznej Szpitala Specjalistycznego im. Ludwika Rydygiera w Krakowie
  - Krynica, zał. w 1927, 65 miejsc
  - Morszyn, zał. w 1937 jako pensjonat „Kasztelanka”, 47 miejsc
  - Tatarów, zał. 1930, 100 miejsc
  - Truskawiec, zał. w 1937, 3 obiekty na 50 miejsc, willa „Jozefówka”, willa nr 1, willa nr 2
  - Wisła, zał. w 1934, 140 miejsc; ośrodek „Pod Baranią”
- inne
  - Zakład wychowawczy dla sierot po kolejarzach w Maczkach, obecnie dzielnica Sosnowca
  - dom dziecka w Przemyślu
  - bursa w Wilnie
  - sala widowiskowa w Chojnicach, po II wojnie światowej „Dom Kolejarza"